# Barra de Sontecomapan
Barra de Sontecomapan es una localidad mexicana, ubicada en el municipio de Catemaco, en el estado de Veracruz de Ignacio de la Llave.

## Geografía
Se encuentra a una altitud de 0009 m s. n. m., aproximadamente a 187 km del puerto de Veracruz.

## Demografía

### Población
Conforme al Censo de Población y Vivienda 2010 realizado por el Instituto Nacional de Estadística y Geografía (INEGI) con fecha censal del 12 de junio de 2010, Barra de Sontecomapan contaba hasta ese año con un total de 336 habitantes, de dicha cifra, 178 eran hombres y 158 eran mujeres.
| Gráfica de evolución demográfica de Barra de Sontecomapan entre 1900 y 2010                                  |
| |
| Instituto Nacional de Estadística y Geografía. «Archivo histórico de localidades». Consultado el 23-11-2008. |